# 宽叶厚唇兰
宽叶厚唇兰（学名：Epigeneium amplum）为兰科厚唇兰属下的一个种。